# Giulio Cesare Gabussi
Giulio Cesare Gabussi, född omkring 1555 i Bologna, död 12 september 1611 i Milano, var en Italiensk musiker.
Gabussi var kapellmästare vid domkyrkan i Milano. Han utgav åren 1586–1587 egenkomponerad kyrkomusik i Venedig och Milano. 